# Canton de Void-Vacon
Le canton de Void-Vacon est une ancienne division administrative française, qui était située dans le département de la Meuse et la région Lorraine.
Le canton est créé en 1790 sous la Révolution française. À la suite du redécoupage cantonal de 2014, le canton est supprimé.

## Géographie
Ce canton est organisé autour du chef-lieu Void-Vacon et fait partie intégralement de l'arrondissement de Commercy. Son altitude varie de 231 m (Sorcy-Saint-Martin et Void-Vacon) à 416 m (Broussey-en-Blois) pour une altitude moyenne de 322 m. Sa superficie est de 253,65 km2.

## Histoire
Le canton de Void fait partie du district de Commercy, créé par le décret du 30 janvier 1790.
Après la suppression des districts en 1795, le canton intègre l'arrondissement de Commercy lors de la création de celui-ci en 1801.
En 1972, à la suite du renommage de la commune chef-lieu Void en Void-Vacon, le canton change également de nom pour devenir le canton de Void-Vacon.
À la suite du redécoupage cantonal de 2014, le canton est supprimé. Toutes les communes se retrouvent intégrées dans le canton de Vaucouleurs.

## Composition
Le canton de Void-Vacon regroupe 18 communes :
| Nom                                | Code Insee | Intercommunalité                    | Superficie (km2) | Population (dernière pop. légale) | Densité (hab./km2) |
| ---------------------------------- | ---------- | ----------------------------------- | ---------------- | --------------------------------- | ------------------ |
| Void-Vacon (bureau centralisateur) | 55573      | CC de Commercy - Void - Vaucouleurs | 35,58            | 1 606 (2022)                      | 45                 |
| Bovée-sur-Barboure                 | 55066      | CC de Commercy - Void - Vaucouleurs | 13,37            | 130 (2022)                        | 9,7                |
| Boviolles                          | 55067      | CC de Commercy - Void - Vaucouleurs | 8,13             | 97 (2022)                         | 12                 |
| Broussey-en-Blois                  | 55084      | CC de Commercy - Void - Vaucouleurs | 11,04            | 57 (2022)                         | 5,2                |
| Laneuville-au-Rupt                 | 55278      | CC de Commercy - Void - Vaucouleurs | 13,23            | 196 (2022)                        | 15                 |
| Marson-sur-Barboure                | 55322      | CC de Commercy - Void - Vaucouleurs | 5,9              | 58 (2022)                         | 9,8                |
| Méligny-le-Grand                   | 55330      | CC de Commercy - Void - Vaucouleurs | 11,52            | 89 (2022)                         | 7,7                |
| Méligny-le-Petit                   | 55331      | CC de Commercy - Void - Vaucouleurs | 8,39             | 74 (2022)                         | 8,8                |
| Ménil-la-Horgne                    | 55334      | CC de Commercy - Void - Vaucouleurs | 16,56            | 175 (2022)                        | 11                 |
| Naives-en-Blois                    | 55368      | CC de Commercy - Void - Vaucouleurs | 15,7             | 156 (2022)                        | 9,9                |
| Ourches-sur-Meuse                  | 55396      | CC de Commercy - Void - Vaucouleurs | 10,35            | 221 (2022)                        | 21                 |
| Pagny-sur-Meuse                    | 55398      | CC de Commercy - Void - Vaucouleurs | 18,81            | 1 026 (2022)                      | 55                 |
| Reffroy                            | 55421      | CC de Commercy - Void - Vaucouleurs | 9,41             | 72 (2022)                         | 7,7                |
| Saulvaux                           | 55472      | CC de Commercy - Void - Vaucouleurs | 22,42            | 113 (2022)                        | 5                  |
| Sauvoy                             | 55475      | CC de Commercy - Void - Vaucouleurs | 7,82             | 70 (2022)                         | 9                  |
| Sorcy-Saint-Martin                 | 55496      | CC de Commercy - Void - Vaucouleurs | 21,72            | 1 044 (2022)                      | 48                 |
| Troussey                           | 55520      | CC de Commercy - Void - Vaucouleurs | 17,23            | 470 (2022)                        | 27                 |
| Villeroy-sur-Méholle               | 55559      | CC de Commercy - Void - Vaucouleurs | 6,47             | 56 (2022)                         | 8,7                |

## Représentation

### conseiller généraux de 1833 à 2015
| Période         | Période      | Identité                              | Étiquette                | Qualité                                                                                                   |
| --------------- | ------------ | ------------------------------------- | ------------------------ | --- |
| 1833            | 1845         | Charles-Guillaume Étienne (1777-1845) |                          | Pair de France, Académicien Député (1820-1823 et 1827-1839)                                               |
| 1845            | 1877         | Antoine Phelip Pagès                  | Droite                   | Maître des requêtes, Avocat Conseiller d’État en retraite, Sorcy-Saint-Martin                             |
| 1877            | 1892 (décès) | Eugène Nicolas Grandjean              | Républicain              | Docteur en médecine à Void Maire de Void (?-1878, 1884-1887), conseiller d'arrondissement                 |
| 1892            | 1901 (décès) | Émile Charles Claude Oudot            | Républicain              | Rentier à Void, conseiller d'arrondissement                                                               |
| 1902            | 1907         | Prosper Auguste Albert Malloué        | Républicain Nationaliste | Ancien officier d'infanterie de marine Directeur de compagnie d'assurances, Sauvoy                        |
| 1907            | 1919         | Émile Garnier                         | Républicain              | Négociant à Commercy Adjoint au maire                                                                     |
| 1919            | 1931         | Charles Georges Cobus                 | URD                      | Notaire à Void Maire de Void (1923-1935)                                                                  |
| 1931            | 1940         | Albert Prioux                         | URD                      | Notaire Maire de Reffroy                                                                                  |
|                 |              |                                       |                          | |
| 1945            | 1947 (décès) | Albert Prioux                         | Rad.Ind.                 | Notaire, Reffroy                                                                                          |
| 25 janvier 1948 | 1970         | Georges Poinçot                       | MRP puis SE              | Maréchal-ferrant Maire de Void (1947-1971)                                                                |
| 1970            | 1993         | Jean-Louis Gilbert                    | DVD                      | Commerçant Maire de Void-Vacon (1971-1993)                                                                |
| 1993            | 2001         | Daniel Dupuis                         | DVD                      | Industriel, Sorcy-Saint-Martin                                                                            |
| 2001            | 2015         | André Jannot                          | DVD                      | Colonel de gendarmerie retraité Maire de Void-Vacon (2001-2014) Elu en 2015 dans le Canton de Vaucouleurs |

### Conseillers d'arrondissement de 1833 à 2015
| Période     | Période              | Identité                                     | Étiquette   | Qualité |
| ----------- | -------------------- | -------------------------------------------- | ----------- | --- |
| 1833        | 1836                 | M. Martel                                    |             | Propriétaire à Ourches                                                                                      |
| 1836        | 1848                 | Jean Baptiste Philippe Carmouche (1776-1861) |             | Ancien notaire, maire de Void                                                                               |
| 1848        | 1861                 | M. Nicolas                                   |             | Vérificateur des poids et mesures à Commercy                                                                |
| 1861        | 1871                 | Jean-Louis-Edmond Carmouche (1804-1897)      |             | Notaire, juge de paix à Void                                                                                |
| 1871        | 1880                 | Nicolas Eugène Grandjean (1822-1891)         | Républicain | Docteur en médecine, maire de Void, Président du Conseil d'arrondissement                                   |
| 1880        | 1884 (décès)         | Florian Giraudot (1824-1884)                 | Républicain | Notaire à Reffroy                                                                                           |
| 1884        | 1892                 | Émile-Charles Oudot                          | Républicain | Rentier, maire de Void                                                                                      |
| 1892        | 1898                 | Nicolas-Émile Guillaume                      |             | Agriculteur à Méligny-le-Petit                                                                              |
| 1898        | 1907                 | Léonce-Marie Goujet                          |             | Avocat, propriétaire à Sorcy                                                                                |
| 1907        | 1910                 | Augustin Martin (1848-1931)                  |             | Agriculteur, maire de Sorcy                                                                                 |
| 1910        | 1912                 | Paul-Auguste-Clovis Pelletier (1873-?)       |             | Greffier de la justice de paix, maire de Void                                                               |
| 22 déc.1912 | 1919                 | Henry Marchal                                |             | Négociant en vins à Void                                                                                    |
| 1919        | 24 juin 1932 (décès) | Henri Hutin (1858-1932)                      |             | Industriel, maire de Bovée                                                                                  |
| 1932        | 1940                 | M. Weber (1883-?)                            | Républicain | Médecin à Void                                                                                              |
| 1940        |                      |                                              |             | Les conseils d'arrondissement ont été suspendus par la loi du 12 octobre 1940 et n'ont jamais été réactivés |

## Démographie
| 1975  | 1982  | 1990  | 1999  | 2006  | 2011  | 2012  |
| ----- | ----- | ----- | ----- | ----- | ----- | ----- |
| 4 791 | 4 777 | 5 032 | 5 046 | 5 455 | 5 651 | 5 711 |